# Geoffrey de Geneville, I barón Geneville
Geoffrey de Geneville, I barón Geneville (1225/33-21 de octubre de 1314) también conocido como Geoffrey de Joinville, fue un noble anglo-francés, seguidor del rey Enrique III, que le nombró barón de Trim, en Meath. Fue posteriormente un fiel seguidor del rey Eduardo I.

## Familia y matrimonio
De Geneville era seigneur (señor) de Vaucouleurs en Champagne. Fue el segundo hijo de Simon de Joinville y Beatrix d'Auxonne, y hermano menor de Jean de Joinville. La medio hermana de De Geneville fue esposa de uno de los tío de Leonor de Provenza, Pedro de Saboya, conde de Richmond, lo que convirtió a De Geneville en uno de los "saboyanos" que llegaron a Inglaterra en el séquito de Leonor al momento de su matrimonio con el rey Enrique III en 1236.
En algún momento entre 1249 y el 8 de agosto de 1252, Enrique concertó el matrimonio entre De Geneville y Maud de Lacy, viuda de otro saboyano, Pierre de Genève, también pariente de la reina y que había muerto en 1249. De Lacy era la co-heredera de vastos territorios en Irlanda, Herefordshire y las Marcas Galesas. El matrimonio es considerado propio de 'la política' de Enrique de escoger a 'foráneos' para retener control de las regiones periféricas del reino. De este modo, De Geneville llegó a controlar vastas propiedades en Irlanda con centro en Trim, las fronteras galesas en Ludlow (en Ewyas Lacy) y otras en Inglaterra. La pareja tuvo al menos cuatro hijos: Geoffrey, Simon, William y Peter ('Piers').

## Carrera política y militar

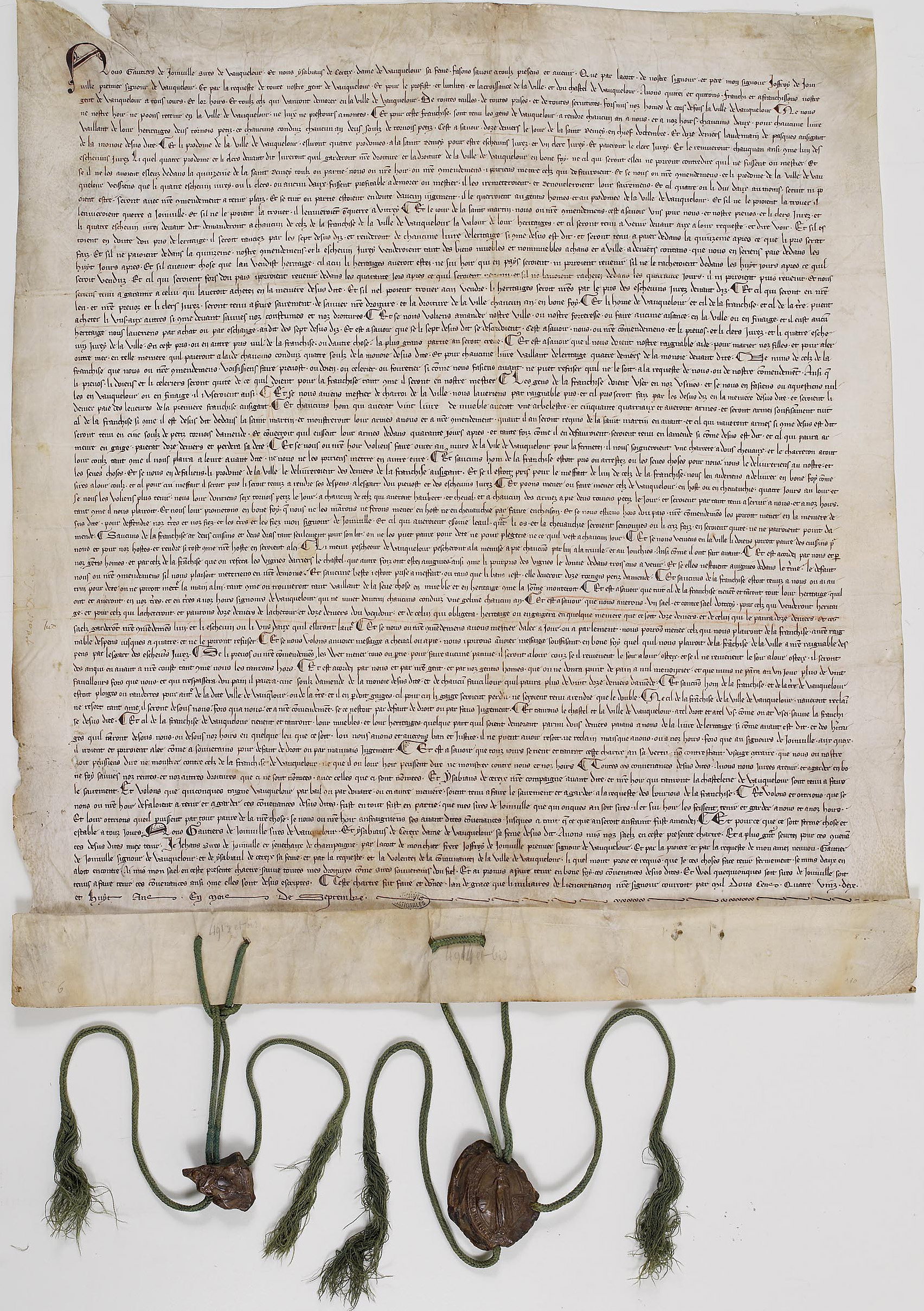
Carta para Vaucouleurs, Concesión de 1298 por Walter (hijo de Joffroy), confirmada por Jean de Joinville (hermano de Joffroy). «En la corte de mi querido hermano Joffroy de Joinville, 'premier seignour de Vauquelour'». Archivos Nacionales de Francia.

Geoffrey fue tanto un destacado militar como un negociador político. Pacificó a los barones irlandeses monárquicos y pro-Montfort al mismo tiempo que asistía al futuro triunfo del rey Eduardo I en Evesham. En 1267 asistió a Enrique III en las negociaciones con Llywelyn ap Gruffudd, el año del Tratado de Montgomery. Con otro de sus hermanos, William, acompañó a Eduardo en la Octava Cruzada en 1270, luchado en las Guerras Galesas, y fue en misiones diplomáticas a París. Sirvió como justiciar de Irlanda de 1273 a 1276, pero tuvo poco éxito contra los irlandeses de Leinster, siendo contundentemente derrotado en 1274 y 1276. 
En 1280 actuó como delegado de Eduardo en París y en la curia papal, una misión que repitió diez años más tarde en 1290. En 1282 fue auxiliar del mariscal de Inglaterra en la Guerra Galesa de aquel año.
En 1283 cedió sus tierras inglesas a su hijo Peter y se centró en Irlanda. Él y su mujer defendieron sus derechos de libertad en Trim contra el gobierno de Dublín, y establecieron obligaciones militares para sus arrendatarios.
En 1297 respaldó a Eduardo durante la crisis causada por las demandas reales de hombres y dinero para la guerra en Francia. Eduardo nombró a De Geneville mariscal de Inglaterra en sustitución del principal disidente Roger Bigod, conde de Norfolk, hasta que la crisis finalizó. De Geneville recibió varias convocatorias a parlamentos entre febrero de 1299 y noviembre de 1306.

## Vida posterior
La esposa de Geoffrey y su primogénito murieron antes que él, con Maud muriendo el 11 de abril de 1304. En 1308, con unos ochenta años, transmitió la mayoría, pero no todos, sus señoríos irlandeses a Roger Mortimer, marido de su nieta mayor y heredera, Joan. Se retiró al priorato dominico de Trim, que había fundado en 1263. Murió el 21 de octubre de 1314 y fue enterrado allí, siendo sucedido suo iure por su nieta Joan, baronesa Geneville.